# Ґавейн

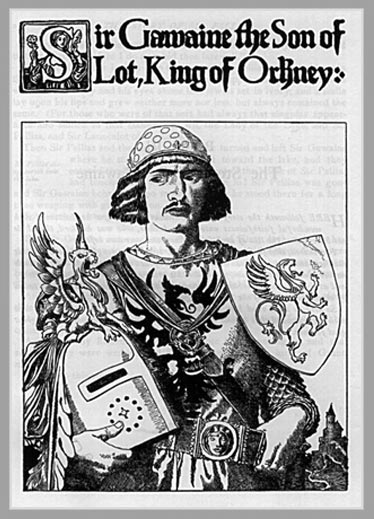
Сер Гавейн (худ. Говард Пайл, 1903)

Сер Гавейн Оркнейський (англ. Gawain, фр. Gauvain) — лицар Круглого столу, один з центральних персонажів Артурівського циклу, вважався першим або другим по доблесті витязем, рівним Ланселоту. Син короля Лота Оркнейського і Моргаузи, племінник короля Артура і потенційний його спадкоємець. Старший з чотирьох Оркнейських братів: Гахеріса (який був зброєносцем Гавейна), Гарета Білоручки  і Агравейна.

## Гавейн (Говен) у французькій літературі
У Кретьєна де Труа Говен — авантюрист, улюбленець долі та жінок. Говен став протагоністом незліченної низки авантюрних романів у віршах, таких як «Лицар зі шпагою», «Мул без вуздечки», «Згубний цвинтар» і багато інших. Цей лицар якнайкраще підходив для пригодницького роману посткретьєнівського періоду, коли центр ваги творів переміщався з моральних проблем на опис пригод як таких, щедро оснащених усіляким чаклунством і чортівнею. Говен не був «молодим» героєм, якими були, наприклад, Ерек, Кліжес або Парцифаль. Він був лицарем зі сформованим характером, зразковим, але не ідеальним. Він був сміливий і шляхетний, але в почуттях своїх — поверховий і непостійний. Він часто закохувався, але рідко по-справжньому кохав. Говен кидався стрімголов у пригоди не заради кохання, не в ім'я вдосконалення своїх якостей лицаря, а лише через нездоланну спрагу ще і ще раз зіткнутися з небезпекою.
У романах XIII століття саме Говен став чистим варіантом мандрівного лицаря, викликавши потім нескінченні наслідування.
У англійській літературній традиції образ Говена отримав дещо інше трактування; приклад тому — роман «Сер Гавейн і Зелений Лицар».

## Гавейн і Зелений Лицар

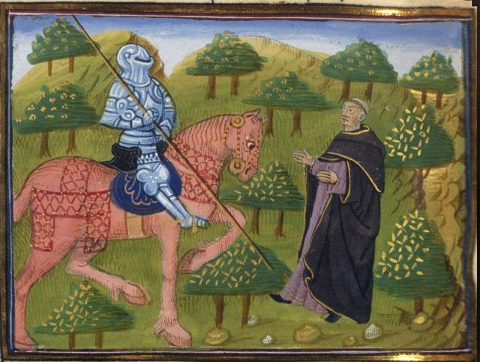

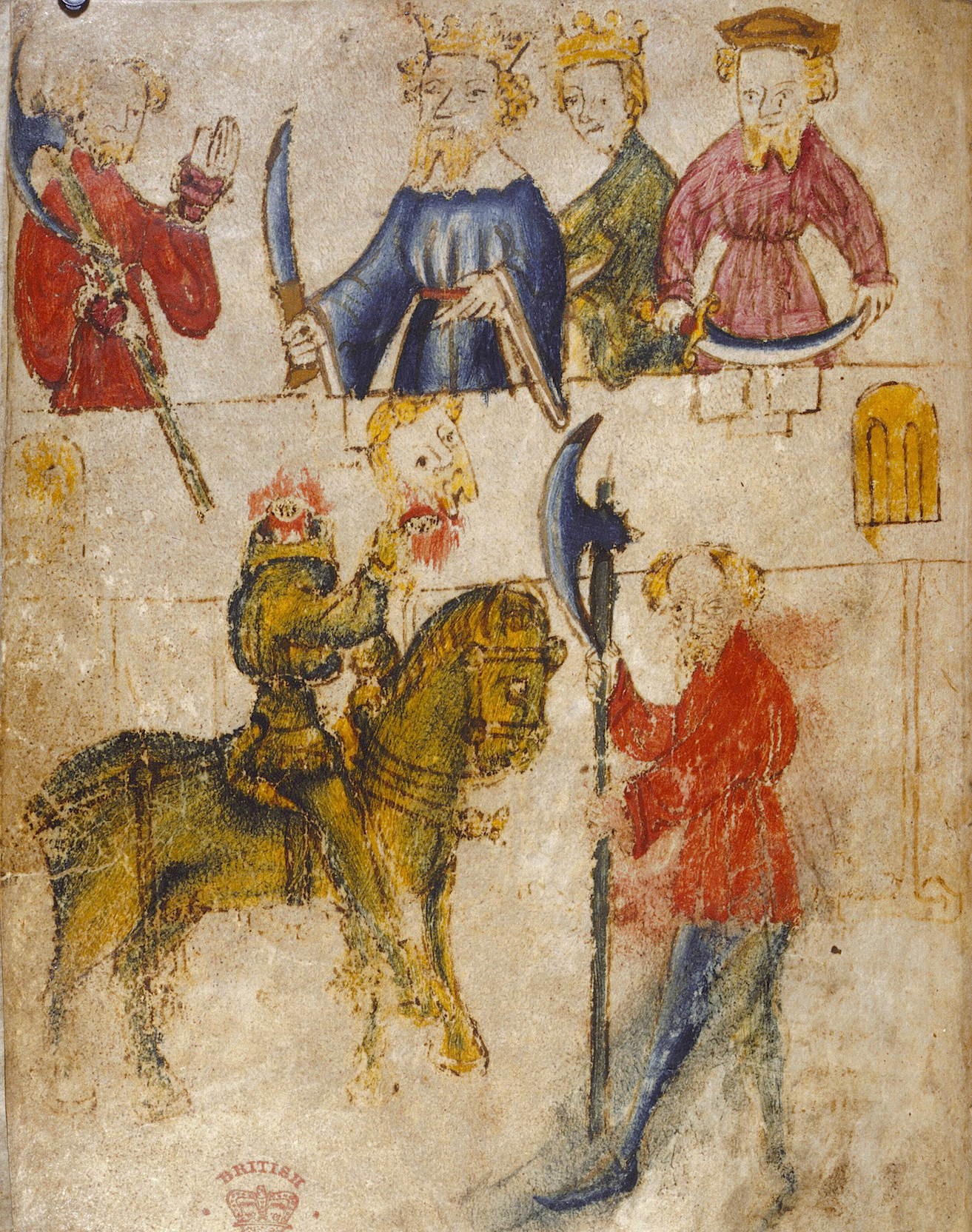
Сер Гавейн і Зелений Лицар

Одна з найвідоміших пригод сера Гавейна, описана в поемі невідомого автора і перекладена на сучасну англійську Джоном Рональдом Руелом Толкіном.
На Різдво всі лицарі та їх леді зібралися за круглим столом у Камелоті. Як завжди, вони не починали трапезу, поки не почують про нову гідну пригоду. Раптово в зал на коні в'їхав лицар величезного зросту, зелений з голови до ніг, на зеленому коні. Велетень побажав переконатися в доблесті хвалених лицарів Камелота і запропонував обмінятися з будь-яким із них ударами. Викликався Гавейн і відрубав нахабі голову, але той, наче й не було нічого, підняв її, сів на коня і велів Гавейну знайти його через рік в Уельсі у Зеленій Каплиці для удару у відповідь.
Коли настав призначений термін, Гавейн вирушив у мандрівку на пошуки Зеленого Лицаря. Він зупинився на нічліг у замку в лісах Вірралі, хазяями якого були славний лицар Берілак і його прекрасна дружина. Чекаючи призначеного Зеленим Лицарем дня, Гавейн гостював у замку. Господар удень відлучався на полювання, а в цей час леді всіляко намагалася спокусити героя. Але дотепний і цнотливий лицар спритно уникав її домагання, оскільки був вірний лицарській честі та християнським чеснотам. Єдине, чого домоглася дама, — згоди Гавейна пов'язати символічну зелену стрічку на її честь.
У день Нового року Гавейн досяг Зеленої Каплиці, і там Зелений Лицар піддав його відвагу випробуванню. Він завдав у відповідь удар, але лише подряпав оркнейця. Потім диво-богатир оголосив, що він і є хазяїн замку сер Берілак, а господиня — його дружина. Справжнім випробуванням для юного лицаря було не витримати удар, а дотримати чистоту, і він витримав його з честю. Усю цю пригоду організувала чарівниця леді Німуе, яка побажала перевірити відвагу і честь лицарів Круглого столу (за іншою версією, це була фея Моргана, чорна чарівниця і старша сестра Артура).

## Гавейн і леді Рагнелл
Одного разу на полюванні король Артур зустрів жахливого велетня. Той пригрозив йому смертю. Артур став благати про милість, і велетень сказав, що помилує його, якщо він відповість на таке запитання: «Чого найбільше хоче жінка?» Відповідь королю підказала потворна стара з умовою, що він віддасть її в дружини серу Гавейну. Той погодився, зіграли весілля. Потім стара змусила Гавейна поцілувати її і після цього перетворилася на прекрасну дівчину. Через сім років вона пішла в ліси і народила від Гавейна сина.

## Загибель Гавейна
Під час громадянської війни Артура і Ланселота Гарет та його брат Гахеріс займали бік короля, проте відмовилися брати участь у кровопролитті. Брати намагалися утихомирити Ланселота і з'явилися до нього беззбройними, але богатир у гніві вбив обох, про що потім жалкував. Гавейн, старший з братів, присягнувся мстити за їх вбивство, викликав Ланселота на поєдинок і був смертельно поранений. Незадовго до своєї смерті Гавейн пробачив Ланселота.

## Сімейне дерево (за Мелорі)
|           |           |           |           |           |           |       |       |             |             |             |             |             |             |  |  |            |            | г. Горлуа  | г. Горлуа  | г. Горлуа  | г. Горлуа  | г. Горлуа | г. Горлуа |         |         |         |         |         |         |  |  |                    |                    |                    |                    | Іґрейна            | Іґрейна            | Іґрейна | Іґрейна | Іґрейна         | Іґрейна         |                 |                 |                 |                 |  |  |              |              |              |              | к. Утер Пендрагон | к. Утер Пендрагон | к. Утер Пендрагон | к. Утер Пендрагон | к. Утер Пендрагон | к. Утер Пендрагон |          |          | к. Лодеґранс | к. Лодеґранс | к. Лодеґранс | к. Лодеґранс | к. Лодеґранс | к. Лодеґранс |  |  |  |  |  |  |
|           |           |           |           |           |           |       |       |             |             |             |             |             |             |  |  |            |            | г. Горлуа  | г. Горлуа  | г. Горлуа  | г. Горлуа  | г. Горлуа | г. Горлуа |         |         |         |         |         |         |  |  |                    |                    |                    |                    | Іґрейна            | Іґрейна            | Іґрейна | Іґрейна | Іґрейна         | Іґрейна         |                 |                 |                 |                 |  |  |              |              |              |              | к. Утер Пендрагон | к. Утер Пендрагон | к. Утер Пендрагон | к. Утер Пендрагон | к. Утер Пендрагон | к. Утер Пендрагон |          |          | к. Лодеґранс | к. Лодеґранс | к. Лодеґранс | к. Лодеґранс | к. Лодеґранс | к. Лодеґранс |  |  |  |  |  |  |
|           |           |           |           |           |           |       |       |             |             |             |             |             |             |  |  |            |            |            |            |            |            |           |           |         |         |         |         |         |         |  |  |                    |                    |                    |                    |                    |                    |         |         |                 |                 |                 |                 |                 |                 |  |  |              |              |              |              |                   |                   |                   |                   |                   |                   |          |          |              |              |              |              |              |              |  |  |  |  |  |  |
|           |           |           |           |           |           |       |       |             |             |             |             |             |             |  |  |            |            |            |            |            |            |           |           |         |         |         |         |         |         |  |  |                    |                    |                    |                    |                    |                    |         |         |                 |                 |                 |                 |                 |                 |  |  |              |              |              |              |                   |                   |                   |                   |                   |                   |          |          |              |              |              |              |              |              |  |  |  |  |  |  |
| к. Уріенс | к. Уріенс | к. Уріенс | к. Уріенс | к. Уріенс | к. Уріенс |       |       | Фея Моргана | Фея Моргана | Фея Моргана | Фея Моргана | Фея Моргана | Фея Моргана |  |  | к. Нантрес | к. Нантрес | к. Нантрес | к. Нантрес | к. Нантрес | к. Нантрес |           |           | Елейна  | Елейна  | Елейна  | Елейна  | Елейна  | Елейна  |  |  | к. Лот Оркнейський | к. Лот Оркнейський | к. Лот Оркнейський | к. Лот Оркнейський | к. Лот Оркнейський | к. Лот Оркнейський |         |         | Моргауза        | Моргауза        | Моргауза        | Моргауза        | Моргауза        | Моргауза        |  |  | Король Артур | Король Артур | Король Артур | Король Артур | Король Артур      | Король Артур      |                   |                   |                   |                   |          |          | Гвіневра     | Гвіневра     | Гвіневра     | Гвіневра     | Гвіневра     | Гвіневра     |  |  |  |  |  |  |
| к. Уріенс | к. Уріенс | к. Уріенс | к. Уріенс | к. Уріенс | к. Уріенс |       |       | Фея Моргана | Фея Моргана | Фея Моргана | Фея Моргана | Фея Моргана | Фея Моргана |  |  | к. Нантрес | к. Нантрес | к. Нантрес | к. Нантрес | к. Нантрес | к. Нантрес |           |           | Елейна  | Елейна  | Елейна  | Елейна  | Елейна  | Елейна  |  |  | к. Лот Оркнейський | к. Лот Оркнейський | к. Лот Оркнейський | к. Лот Оркнейський | к. Лот Оркнейський | к. Лот Оркнейський |         |         | Моргауза        | Моргауза        | Моргауза        | Моргауза        | Моргауза        | Моргауза        |  |  | Король Артур | Король Артур | Король Артур | Король Артур | Король Артур      | Король Артур      |                   |                   |                   |                   |          |          | Гвіневра     | Гвіневра     | Гвіневра     | Гвіневра     | Гвіневра     | Гвіневра     |  |  |  |  |  |  |
|           |           |           |           |           |           |       |       |             |             |             |             |             |             |  |  |            |            |            |            |            |            |           |           |         |         |         |         |         |         |  |  |                    |                    |                    |                    |                    |                    |         |         |                 |                 |                 |                 |                 |                 |  |  |              |              |              |              |                   |                   |                   |                   |                   |                   |          |          |              |              |              |              |              |              |  |  |  |  |  |  |
|           |           |           |           | Івейн     | Івейн     | Івейн | Івейн | Івейн       | Івейн       |             |             |             |             |  |  |            |            |            |            |            |            |           |           |         |         |         |         |         |         |  |  |                    |                    |                    |                    |                    |                    |         |         |                 |                 |                 |                 |                 |                 |  |  |              |              |              |              |                   |                   |                   |                   |                   |                   | г. Санам | г. Санам | г. Санам     | г. Санам     | г. Санам     | г. Санам     |              |              |  |  |  |  |  |  |
|           |           |           |           | Івейн     | Івейн     | Івейн | Івейн | Івейн       | Івейн       |             |             |             |             |  |  |            |            |            |            |            |            |           |           |         |         |         |         |         |         |  |  |                    |                    |                    |                    |                    |                    |         |         |                 |                 |                 |                 |                 |                 |  |  |              |              |              |              |                   |                   |                   |                   |                   |                   | г. Санам | г. Санам | г. Санам     | г. Санам     | г. Санам     | г. Санам     |              |              |  |  |  |  |  |  |
|           |           |           |           |           |           |       |       |             |             |             |             |             |             |  |  | Ґавейн     | Ґавейн     | Ґавейн     | Ґавейн     | Ґавейн     | Ґавейн     |           |           | Ґахеріс | Ґахеріс | Ґахеріс | Ґахеріс | Ґахеріс | Ґахеріс |  |  | Аґравейн           | Аґравейн           | Аґравейн           | Аґравейн           | Аґравейн           | Аґравейн           |         |         | Ґарет Білоручка | Ґарет Білоручка | Ґарет Білоручка | Ґарет Білоручка | Ґарет Білоручка | Ґарет Білоручка |  |  |              |              |              |              |                   |                   |                   |                   |                   |                   |          |          |              |              |              |              |              |              |  |  |  |  |  |  |
|           |           |           |           |           |           |       |       |             |             |             |             |             |             |  |  | Ґавейн     | Ґавейн     | Ґавейн     | Ґавейн     | Ґавейн     | Ґавейн     |           |           | Ґахеріс | Ґахеріс | Ґахеріс | Ґахеріс | Ґахеріс | Ґахеріс |  |  | Аґравейн           | Аґравейн           | Аґравейн           | Аґравейн           | Аґравейн           | Аґравейн           |         |         | Ґарет Білоручка | Ґарет Білоручка | Ґарет Білоручка | Ґарет Білоручка | Ґарет Білоручка | Ґарет Білоручка |  |  |              |              |              |              |                   |                   |                   |                   | Ліонора           |                   |          |          |              |              |              |              |              |              |  |  |  |  |  |  |
|           |           |           |           |           |           |       |       |             |             |             |             |             |             |  |  |            |            |            |            |            |            |           |           |         |         |         |         |         |         |  |  |                    |                    |                    |                    |                    |                    |         |         |                 |                 |                 |                 |                 |                 |  |  |              |              |              |              |                   |                   |                   |                   |                   |                   |          |          |              |              |              |              |              |              |  |  |  |  |  |  |
|           |           |           |           |           |           |       |       |             |             |             |             |             |             |  |  |            |            |            |            |            |            |           |           |         |         |         |         |         |         |  |  |                    |                    |                    |                    |                    |                    |         |         |                 |                 |                 |                 | Мордред         |                 |  |  |              |              |              |              |                   |                   |                   |                   |                   |                   |          |          |              |              |              |              |              |              |  |  |  |  |  |  |
|           |           |           |           |           |           |       |       |             |             |             |             |             |             |  |  |            |            |            |            |            |            |           |           |         |         |         |         |         |         |  |  |                    |                    |                    |                    |                    |                    |         |         |                 |                 |                 |                 |                 |                 |  |  |              |              |              |              | Борр              |                   |                   |                   |                   |                   |          |          |              |              |              |              |              |              |  |  |  |  |  |  |

- г. - герцог
- к. - король

## Цікаві факти
У 1982 році Міжнародний Астрономічний Союз присвоїв кратеру на супутнику Сатурна Мімасі найменування Гавейн.
На честь персонажу також названо один з астероїдів Головного поясу.